# Награди „Оскар“ (37-а церемония)
Тридесет и седмата церемония по връчване на филмовите награди „Оскар“ се провежда на 5 април 1965 година. На нея се връчват призове за най-добри постижения във филмовото изкуство за предходната 1964 година. Събитието е проведено в „Санта Моника Аудиториум“, Санта Моника, Калифорния. Водещ на представлението е шоуменът Боб Хоуп.
Големият победител на вечерта е музикалният филм „Моята прекрасна лейди“ на режисьора Джордж Кюкор с 12 номинации в различните категории, печелейки 8 от тях. Сред останалите основни заглавия са музикалната приказка „Мери Попинз“ на Робърт Стивънсън, британската историческа драма „Бекет“ на Питър Гленвил, класиката „Зорба гъркът“ на Михалис Какоянис и култовото произведение „Д-р Стрейнджлав“ на Стенли Кубрик.
Това е единствената церемония в историята, на която три заглавия имат по над 10 номинации в категориите. Любопитен факт е, че нито една от четирите актьорски награди не е спечелена от американски изпълнител. Нещо, което ще се повтори чак през 2008 година.
На това представление за първи път е въведена награда за грим под формата на специална награда без категория с номинации. СамостоятелнаКатегорията в това поле ще бъде учредена чак през 1981 година.

## Филми с множество номинации и награди
| Долуизброените филми получават повече от 2 номинации в различните категории за настоящата церемония: - 13 номинации: „Мери Попинз“ - 12 номинации: „Бекет“, „Моята прекрасна лейди“ - 7 номинации: „Спи… спи, сладка Шарлот“, „Зорба гъркът“ - 6 номинации: „Непотопяемата Моли Браун“ - 4 номинации: „Д-р Стрейнджлав“, „Нощта на игуаната“ - 3 номинации: Father Goose | Долуизброените филми получават повече от 1 награда „Оскар“ на настоящата церемония:. - 8 статуетки: Моята прекрасна лейди - 5 статуетки: Мери Попинз - 3 статуетки: Зорба гъркът |

## Номинации и награди
Долната таблица показва номинациите за наградите в основните категории. Победителите са изписани на първо място с удебелен шрифт.
| Най-добър филм | Най-добър режисьор |
| --- | --- |
| - Моята прекрасна лейди - Д-р Стрейнджлав - Зорба гъркът - Бекет - Мери Попинз | - Джордж Кюкор – Моята прекрасна лейди - Питър Гленвил – Бекет - Робърт Стивънсън – Мери Попинз - Стенли Кубрик – Д-р Стрейнджлав - Михалис Какоянис – Зорба гъркът                                       |
| Най-добра мъжка роля | Най-добра женска роля |
| - Рекс Харисън – Моята прекрасна лейди - Ричард Бъртън – Бекет - Питър О'Тул – Бекет - Питър Селърс – Д-р Стрейнджлав - Антъни Куин – Зорба гъркът | - Джули Андрюс – Мери Попинз - София Лорен – Брак по италиански - Ким Стенли – Сеанс във влажен следобед - Ан Банкрофт – Тиквеникът - Деби Рейнълдс – Непотопяемата Моли Браун                            |
| Най-добра поддържаща мъжка роля | Най-добра поддържаща женска роля |
| - Питър Устинов – Топкапъ - Джон Гилгуд – Бекет - Стенли Холоуей – Моята прекрасна лейди - Едмънд О'Брайън – Седем дни през май - Лий Трейси – Кумът | - Лиля Кедрова – Зорба гъркът - Гладис Купър – Моята прекрасна лейди - Едит Еванс – Тебеширената градина - Агнес Мурхед – Спи… спи, сладка Шарлот - Грейсън Хол – Нощта на игуаната                       |
| Най-добър оригинален сценарий | Най-добър адаптиран сценарий |
| - Татко Гъсок – С.Х. Барнет, Питър Стоун и Франк Тарлоф - Нощ след тежък ден – Алън Оуен - Организаторът – Агеноре Инкрочи, Фурио Скарпели и Марио Моничели - Човекът от Рио – Жан-Пол Рапно, Ариан Мнюшкин, Даниел Булонже и Филип де Брока - Един картоф, два картофа – Орвил Хамптън и Рафаел Хайъс | - Бекет – Едуард Анхалт - Зорба гъркът – Майкъл Какоянис - Д-р Стрейнджлав – Стенли Кубрик, Тери Саутърн и Питър Джордж - Мери Попинз – Бил Уолш и Дон Дагради - Моята прекрасна лейди – Алън Джей Лърнър |
| Най-добър чуждоезичен филм | |
| - Вчера, днес и утре (Италия) - Корпенски район (Швеция) - Шербурските чадъри (Франция) - Салах Шабати (Израел) - Жената от пясъците (Япония) | |

## Специални награди
- Уилям Тътъл – награда за гримьорско майсторство.